# Туид (река)
Туид е река, която тече в граничната зона между Англия и Шотландия и образува административната граница между тях в продължение на 27 km до устието. Дължината на реката е 156 km. Туид е 11-ата най-дълга река във Великобритания. Извира от хълмовете близо до село Туидсмуир и в близост до изворите на река Клайд, течаща на северозапад, и река Анан, течаща на юг. Реката се влива в Северно море в град Берик ъпон Туид.
На реката се намират градовете Пийбълс, Галашилс, Мелроуз, Келсо, Колдстрийм и Берик ъпон Тюид. Също така е дом на имението на Уолтър Скот Абътсфорд.
Туид е една от най-богатите реки на сьомга във Великобритания и единствената река в Англия, където не се изисква лиценз за риболов от Агенцията по околна среда. Реката генерира голям доход за местния граничен регион, привличайки рибари от цял свят.
Долината на реката представлява голям интерес от гледна точка на историята на ледниковата епоха на Великобритания, тъй като каналът на съвременната река минава по дъното на древния ледник от последната ледникова епоха.

## Етимология
Името Туид може да идва от старобританско име, което означава „граница“. Съмнително предложение е, че името произлиза от некелтска форма на индоевропейския корен *teuha-, което означава „набъбвай, ставай мощен“.